# 芦溪镇 (平和县)
芦溪镇是中国福建省漳州市平和县下辖的一个镇。
芦溪镇為閩南語區。蘆溪主要家族源自閩、客語區者皆有。
人數最多的葉氏聚集於芦溪镇鎮中心，及芦溪镇東邊的蕉路、田螺盂、許坑；來自南靖縣船場梧宅。
芦溪镇後壟翁氏來自漳浦。
芦溪镇蕉路半嶺溫氏來自梅縣丙村。
芦溪镇最北邊的小連城汪氏，祖籍永定奧杳。
芦溪镇連豐詹氏祖籍永定縣大溪。
芦溪镇樹林頭張氏來自安厚馬堂。
芦溪镇西北邊的秀蘆溪蕉林兜、芦溪镇西南邊的漳汀村陳氏，來自永定陳東鎮古洋，清康熙年間分遷廣東大埔縣光德鎮九社村（九子畲），亦操閩語。
原平和縣蘆溪鎮劃歸南靖縣南坑鎮的葛竹村屬賴氏，明嘉靖年間，遷廣東普寧市麒麟鎮涇水、其美等村。

## 行政区划
芦溪镇共辖1个社区、17个行政村，分别是：
东溪社区、东槐村、村坑村、新村、蕉路村、芦丰村、树林村、连益村、连新村、连城村、双峰村、梨坑村、华峰村、秀芦村、西新村、漳汀村、九曲村和山岗村。

## 中国传统村落
2013年8月，芦溪村被评为第二批中国传统村落。

## 名胜
- 丰作厥宁楼：始建于清康熙三十七年(1699年)，历时40年才完工。1988年8月，同济大学考察队考察时，认定是“迄今已发现的世界最大的圆形土楼”。